# Bruno Stori
Bruno Stori (* 1955 in Bologna) ist ein italienischer Schauspieler, Regisseur und Dramatiker.

## Leben
Im deutschen Sprachraum wurde er einem breiten Publikum insbesondere durch seine Verkörperung der Figur Gigi Fremdenführer in der Michael-Ende-Buchverfilmung Momo bekannt.
Neben diversen weiteren Filmauftritten war er auch Regisseur der Werke „I tre fratelli calciatori“ (1998) und „Il regno dei piccioni“ (1996). Darüber hinaus arbeitet er insbesondere als Theaterregisseur.

## Filmografie
als Schauspieler
- 1986: Momo
- 1988: Dov'è Noè
- 1989: Bambino in fuga
- 1989: Corsa in discesa
- 1989: La ragazza del metrò
- 1990: L'aria serena dell'ovest
- 1991: Un bambino in fuga tre anni dopo
- 1998: I tre fratelli calciatori
- 1998: Trenta righe per un delitto
- 2002: Giovani
- 2002: L'alba di Luca
- 2002: Nel cuore della notte
- 2006: When Children Play in the Sky

als Regisseur
- 1996: Il regno dei piccioni
- 1998: I tre fratelli calciatori